# Tropicana minuta
Tropicana minuta är en kräftdjursart som beskrevs av Manicastri och Stefano Taiti 1987. Tropicana minuta ingår i släktet Tropicana och familjen Philosciidae. Inga underarter finns listade i Catalogue of Life.